# Rundturm von Abernethy

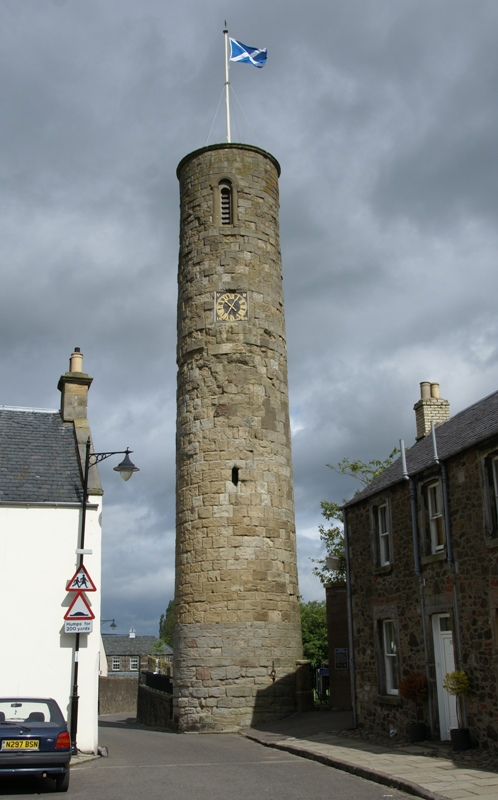
Rundturm von Abernethy

Der Rundturm von Abernethy steht in der Südwestecke des Friedhofs, nahe dem Zentrum des Dorfes Abernethy in Perthshire in Schottland. Er stammt aus dem 11. Jahrhundert und ist einer von nur zwei Rundtürmen, die in Schottland überlebten. Der andere steht in Brechin. Beide stehen unter der Obhut von Historic Scotland.

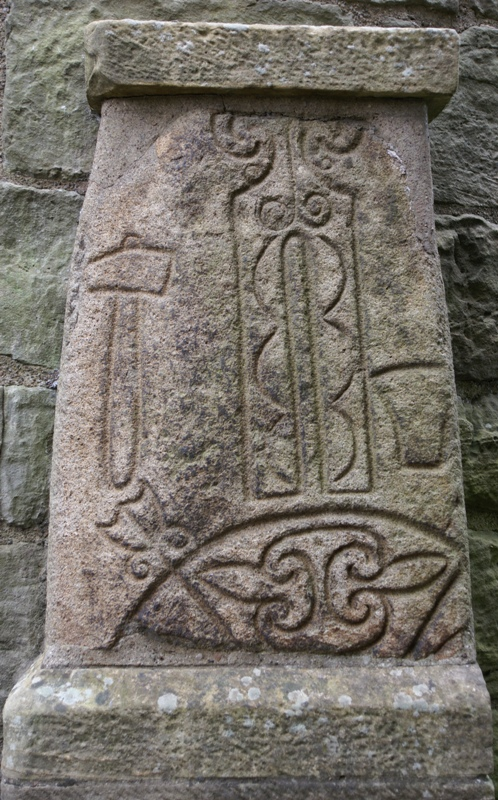
Piktischer Symbolstein

Der dachlose Turm aus Sandstein ist 22,5 m hoch und hat im Bodenbereich einen Durchmesser von 4,57 m, der sich nach oben auf 3,96 m verjüngt. Die Wände sind 1,07 m dick. Die 12 unteren Lagen bestehen aus einem graueren Stein als der Rest des Turms, was zu Spekulationen darüber führte, dass die Basis früher entstand als der Rest oder der obere Teile bereits früh umgebaut wurde. Verschiedene Änderungen wurden vorgenommen, darunter die Zustellung einiger Fenster und der Einbau einer Uhr. Die aktuelle Uhr stammt von 1868. Es gibt Anzeichen dafür, dass der Turm ursprünglich sechs Zwischenböden aus Holz hatte, die vermutlich mittels Leitern verbunden waren.
Der heutige über eine kurze Holztreppe erreichbare Zugang stammt von 1982, als eine eiserne Wendeltreppe eingefügt und der Turm zum Aussichtsturm wurde.
Neben dem Turm steht ein abgebrochener piktischer Symbolstein.

## Ortsgeschichte
Hier traf der schottische König Malcolm III. im Jahre 1072, nur sechs Jahre nach der Schlacht bei Hastings und der normannischen Eroberung Englands, Wilhelm den Eroberer. Der schottische Herrscher versicherte William, dass seine Ehe mit Margaret, der Schwester von Edgar Ætheling, der Anspruch auf den englischen Thron erhob, keine Bedrohung für ihn darstelle. Trotz der bedeutenden Rolle Malcolms in der frühen schottischen Geschichte, scheint es, dass der schottische König an William Geiseln übergab und sich dem Herrscher Englands und der Normandie unterwarf.